# Vanil Noir

O Vanil Noir é uma montanha localizada nos Alpes Berneses, na divisa entre os cantões de Friburgo e Vaud, no oeste da Suíça. Com uma altitude de 2.389 metros acima do nível do mar, o Vanil Noir é a montanha mais alta do cantão de Friburgo e da cadeia, situando-se ao norte do Passo Saanenmöser.
As localidades mais próximas são Grandvillard e Château-d'Oex. Várias trilhas levam ao topo.